# Gregorio Bardini
Gregorio Bardini (Ostiglia, 1966) is een Italiaans musicus en etnomusicoloog. 
Bardini studeerde fluit aan het conservatorium in Parma en ethnomusicologie aan de Universiteit van Bologna. Hij volgde masterclasses van onder meer Severino Gazzelloni en Peter-Lukas Graf. Hij werkte samen met onder meer Tuxedomoon, Savage Republic en Tony Wakeford en nam verschillende albums op. Ook schreef hij een boek over de Armeense musicus Komitas Vardapet. 

## Discografie
- Eurasia, Arx Collana, 1996
- Arx, Arx Collana, 2002
- Ballate Arcadiche, Arx Collana, 2002 (met Davide Bortolai - Giuseppe Santini)
- Foehn, Arx Collana, 2003
- Ballate Lombarde, Arx Collana, 2007 (met Davide Bortolai - Giuseppe Santini)

- Sentinelle del Mattino, 2007

met Paolo Longo Vaschetto:
- Sezione Aurea, Arx Collana, 2001

met Tuxedomoon
- Ghost Sonata, 1991
- Leale Martelli , Album, 2022